# 오데트
《오데트》(덴마크어: Ordet, 영어: The Word)는 덴마크에서 제작된 칼 테오도르 드레이어 감독의 1954년 드라마 영화이다. 한느 아그슨 등이 주연으로 출연하였고 칼 테오도르 드레이어 등이 제작에 참여하였다.

## 출연

### 주연
- 하네 아게센
- 에밀 하스 크리스텐센
- 프레벤 레어도르프 라이

### 조연
- 비르기테 페데르스필

## 기타
- 원작자: 카이 뭉크
- 미술: 에릭 아에스